# Aeropuerto Internacional de Kuwait
El Aeropuerto Internacional de Kuwait (IATA: KWI, OACI: OKKK) es un aeropuerto que está ubicado en Farwaniya, Kuwait, a 16 kilómetros al sur de la Ciudad de Kuwait. Es la base de operaciones principal de Kuwait Airways. Una parte del complejo aeropuerto está formada por la base aérea Al Mubarak, que contiene la base de la Fuerza Aérea de Kuwait, así como el Museo de la Fuerza Aérea de Kuwait.
El aeropuerto estuvo en procesos de renovación y ampliación entre 1999 y 2001, se demolió el antiguo aparcamiento y se construyó una ampliación de la terminal. Se incorporaron nuevas zonas de facturación, una nueva entrada al aeropuerto, se construyó un aparcamiento en altura, y una zona comercial con tiendas de marcas como Jansport, Debenham's, y un Hipermercado Virgin. También se creó una nueva zona de comida, con un Pizza Express y un Starbucks Coffee así como restaurantes de comida rápida Fuddrucker's y KFC.a&g
El aeropuerto internacional de Kuwait tiene una capacidad actual de seis millones de pasajeros al año. Recientemente, la Dirección General de Aviación Civil ha anunciado que en breve se comenzará a construir una nueva terminal, y así incrementar el número máximo de pasajeros que se podrían atender, hasta los catorce millones de pasajeros anuales. Se espera que la terminal II esté completada a finales de 2010 (ERROR). Actualmente posee tres estrellas Skytrax posición que comparte con otros siete aeropuertos.

### Destinos internacionales
| Ciudades por países    | Nombre del aeropuerto                                  | Aerolíneas                                                                                       |
| África                 | África                                                 | África                                                                                           |
| ---------------------- | ------------------------------------------------------ | ------------------------------------------------------------------------------------------------ |
| Argelia                |                                                        |                                                                                                  |
| Egipto                 |                                                        |                                                                                                  |
| Alejandría             | Aeropuerto de Borg El Arab                             | Air Cairo / Jazeera Airways / Kuwait Airways (Estacional)                                        |
| Asiut                  | Aeropuerto de Asiut                                    | Air Cairo / Jazeera Airways                                                                      |
| El Cairo               | Aeropuerto Internacional de El Cairo                   | Air Arabia / Air Cairo / EgyptAir / Jazeera Airways / Kuwait Airways / Nile Air / Nesma Airlines |
| Guiza                  | Aeropuerto Internacional Esfinge                       | Jazeera Airways                                                                                  |
| Luxor                  | Aeropuerto Internacional de Luxor                      | Jazeera Airways / Kuwait Airways (Estacional)                                                    |
| Sharm el-Sheij         | Aeropuerto Internacional de Sharm el-Sheij             | Jazeera Airways (Estacional) / Kuwait Airways (Estacional)                                       |
| Suhag                  | Aeropuerto Internacional de Suhag                      | Air Cairo / Jazeera Airways / Nesma Airlines                                                     |
| Etiopía                |                                                        |                                                                                                  |
| Adís Abeba             | Aeropuerto Internacional Bole                          | Ethiopian                                                                                        |
| Marruecos              |                                                        |                                                                                                  |
| Casablanca             | Aeropuerto Internacional Mohámmed V                    | Kuwait Airways                                                                                   |
| Norteamérica           |                                                        |                                                                                                  |
| Estados Unidos         |                                                        |                                                                                                  |
| Nueva York             | Aeropuerto Internacional John F. Kennedy               | Kuwait Airways                                                                                   |
| Asia                   |                                                        |                                                                                                  |
| Afganistán             |                                                        |                                                                                                  |
| Kabul                  | Aeropuerto Internacional Hamid Karzai                  | Kam Air                                                                                          |
| Arabia Saudita         |                                                        |                                                                                                  |
| Casim                  | Aeropuerto de Casim                                    | Jazeera Airways                                                                                  |
| Dammam                 | Aeropuerto Internacional Rey Fahd                      | Jazeera Airways / Kuwait Airways                                                                 |
| Hail                   | Aeropuerto de Hail                                     | Jazeera Airways                                                                                  |
| Medina                 | Aeropuerto Príncipe Mohammad Bin Abdulaziz             | Jazeera Airways / Kuwait Airways / Saudia                                                        |
| Riad                   | Aeropuerto Internacional Rey Khalid                    | Flynas / Jazeera Airways / Kuwait Airways / Saudia                                               |
| Taif                   | Aeropuerto de Taif                                     | Jazeera Airways                                                                                  |
| Yida                   | Aeropuerto Internacional Rey Abdulaziz                 | Jazeera Airways / Kuwait Airways / Saudia                                                        |
| Azerbaiyán             |                                                        |                                                                                                  |
| Bakú                   | Aeropuerto Internacional Heydar Aliyev                 | Azerbaijan Airlines / Jazeera Airways / Kuwait Airways                                           |
| Bangladés              |                                                        |                                                                                                  |
| Daca                   | Aeropuerto Internacional de Daca-Hazrat Shahjalal      | Biman Bangladesh Airlines / Jazeera Airways / Kuwait Airways                                     |
| Baréin                 |                                                        |                                                                                                  |
| Manama                 | Aeropuerto Internacional de Baréin                     | Gulf Air / Jazeera Airways / Kuwait Airways                                                      |
| Catar                  |                                                        |                                                                                                  |
| Doha                   | Aeropuerto Internacional Hamad                         | Jazeera Airways / Kuwait Airways / Qatar Airways                                                 |
| China                  |                                                        |                                                                                                  |
| Guangzhou              | Aeropuerto Internacional Baiyun                        | Kuwait Airways                                                                                   |
| Chipre                 |                                                        |                                                                                                  |
| Lárnaca                | Aeropuerto Internacional de Lárnaca                    | Jazeera Airways (Estacional)                                                                     |
| Emiratos Árabes Unidos |                                                        |                                                                                                  |
| Abu Dabi               | Aeropuerto Internacional de Abu Dabi                   | Air Arabia / Etihad Airways                                                                      |
| Dubái                  | Aeropuerto Internacional de Dubái                      | Emirates / flydubai / Jazeera Airways / Kuwait Airways                                           |
| Sharjah                | Aeropuerto Internacional de Sharjah                    | Air Arabia                                                                                       |
| Filipinas              |                                                        |                                                                                                  |
| Manila                 | Aeropuerto Internacional Ninoy Aquino                  | Kuwait Airways                                                                                   |
| Georgia                |                                                        |                                                                                                  |
| Batumi                 | Aeropuerto Internacional Batumi                        | Jazeera Airways (Estacional)                                                                     |
| Tiflis                 | Aeropuerto Internacional de Tiflis                     | Jazeera Airways / Kuwait Airways                                                                 |
| India                  |                                                        |                                                                                                  |
| Ahmedabad              | Aeropuerto Internacional Sardar Vallabhbhai Patel      | IndiGo Airlines / Jazeera Airways / Kuwait Airways                                               |
| Bangalore              | Aeropuerto Internacional Kempegowda                    | Jazeera Airways / Kuwait Airways                                                                 |
| Bombay                 | Aeropuerto Internacional Chhatrapati Shivaji           | Air India Express / Akasa Air / IndiGo Airlines / Jazeera Airways / Kuwait Airways               |
| Cananor                | Aeropuerto Internacional de Kannur                     | Air India Express                                                                                |
| Cochín                 | Aeropuerto Internacional de Cochín                     | Air India Express / IndiGo Airlines / Jazeera Airways / Kuwait Airways                           |
| Chennai                | Aeropuerto Internacional de Chennai                    | Air India Express / IndiGo Airlines / Jazeera Airways / Kuwait Airways                           |
| Delhi                  | Aeropuerto Internacional Indira Gandhi                 | IndiGo Airlines / Jazeera Airways / Kuwait Airways                                               |
| Hyderabad              | Aeropuerto Internacional Rajiv Gandhi                  | IndiGo Airlines / Jazeera Airways / Kuwait Airways                                               |
| Kozhikode              | Aeropuerto Internacional de Kozhikode                  | Air India Express                                                                                |
| Mangalore              | Aeropuerto Internacional de Mangalore                  | Air India Express                                                                                |
| Thiruvananthapuram     | Aeropuerto Internacional de Trivandrum                 | Jazeera Airways / Kuwait Airways                                                                 |
| Tiruchirappalli        | Aeropuerto Internacional de Tiruchirappalli            | Air India Express                                                                                |
| Irán                   |                                                        |                                                                                                  |
| Ahvaz                  | Aeropuerto Internacional de Ahvaz                      | Iran Air                                                                                         |
| Isfahán                | Aeropuerto Internacional de Isfahán                    | Iran Air                                                                                         |
| Lar                    | Aeropuerto Internacional de Lar                        | Iran Air                                                                                         |
| Mashhad                | Aeropuerto Internacional de Mashhad                    | Iran Air / Jazeera Airways / Kuwait Airways                                                      |
| Shiraz                 | Aeropuerto Internacional de Shiraz                     | Iran Air                                                                                         |
| Teherán                | Aeropuerto Internacional Imán Jomeini                  | Iran Air / Kuwait Airways                                                                        |
| Irak                   |                                                        |                                                                                                  |
| Náyaf                  | Aeropuerto Internacional de Nayaf                      | Iraqi Airways / Jazeera Airways / Kuwait Airways                                                 |
| Jordania               |                                                        |                                                                                                  |
| Amán                   | Aeropuerto Internacional de la Reina Alia              | Jazeera Airways / Jordan Aviation / Kuwait Airways / Royal Jordanian                             |
| Líbano                 |                                                        |                                                                                                  |
| Beirut                 | Aeropuerto Internacional Rafic Hariri                  | Jazeera Airways / Kuwait Airways / Middle East Airlines                                          |
| Nepal                  |                                                        |                                                                                                  |
| Katmandú               | Aeropuerto Internacional de Katmandú                   | Jazeera Airways                                                                                  |
| Omán                   |                                                        |                                                                                                  |
| Mascate                | Aeropuerto Internacional de Mascate                    | Jazeera Airways / Kuwait Airways / Oman Air / SalamAir                                           |
| Pakistán               |                                                        |                                                                                                  |
| Islamabad              | Nuevo Aeropuerto Internacional de Islamabad            | Kuwait Airways                                                                                   |
| Lahore                 | Aeropuerto Internacional Allama Iqbal                  | Jazeera Airways / Kuwait Airways / Pakistan International Airlines                               |
| Siria                  |                                                        |                                                                                                  |
| Damasco                | Aeropuerto Internacional de Damasco                    | Cham Wings Airlines / Syrian Air                                                                 |
| Sri Lanka              |                                                        |                                                                                                  |
| Colombo                | Aeropuerto Internacional Bandaranaike                  | Jazeera Airways / SriLankan Airlines                                                             |
| Tailandia              |                                                        |                                                                                                  |
| Bangkok                | Aeropuerto Internacional Suvarnabhumi                  | Kuwait Airways                                                                                   |
| Turquía                |                                                        |                                                                                                  |
| Antalya                | Aeropuerto de Antalya                                  | Jazeera Airways / Kuwait Airways / Turkish Airlines                                              |
| Bodrum                 | Aeropuerto de Milas-Bodrum                             | Jazeera Airways                                                                                  |
| Estambul               | Aeropuerto de Estambul                                 | Jazeera Airways / Kuwait Airways / Turkish Airlines                                              |
| Estambul               | Aeropuerto Internacional Sabiha Gökçen                 | Kuwait Airways / Pegasus Airlines                                                                |
| Trebisonda             | Aeropuerto de Trabzon                                  | Kuwait Airways / Turkish Airlines                                                                |
| Uzbekistán             |                                                        |                                                                                                  |
| Taskent                | Aeropuerto Internacional de Taskent                    | Jazeera Airways                                                                                  |
| Yemen                  |                                                        |                                                                                                  |
| Adén                   | Aeropuerto Internacional de Adén                       | Yemenia                                                                                          |
| Europa                 |                                                        |                                                                                                  |
| Albania                |                                                        |                                                                                                  |
| Tirana                 | Aeropuerto Internacional de Tirana                     | Jazeera Airways                                                                                  |
| Alemania               |                                                        |                                                                                                  |
| Fráncfort del Meno     | Aeropuerto de Fráncfort del Meno                       | Kuwait Airways / Lufthansa                                                                       |
| Múnich                 | Aeropuerto Internacional de Múnich-Franz Josef Strauss | Jazeera Airways / Kuwait Airways                                                                 |
| Austria                |                                                        |                                                                                                  |
| Viena                  | Aeropuerto de Viena-Schwechat                          | Kuwait Airways                                                                                   |
| España                 |                                                        |                                                                                                  |
| Barcelona              | Aeropuerto Josep Tarradellas Barcelona-El Prat         | Kuwait Airways                                                                                   |
| Málaga                 | Aeropuerto de Málaga-Costa del Sol                     | Kuwait Airways (Estacional)                                                                      |
| Francia                |                                                        |                                                                                                  |
| París                  | Aeropuerto de París-Charles de Gaulle                  | Kuwait Airways                                                                                   |
| Grecia                 |                                                        |                                                                                                  |
| Atenas                 | Aeropuerto Internacional de Atenas                     | Kuwait Airways                                                                                   |
| Hungría                |                                                        |                                                                                                  |
| Budapest               | Aeropuerto de Budapest-Ferenc Liszt                    | Jazeera Airways (Estacional) (inicia el 5 de junio de 2025)                                      |
| Italia                 |                                                        |                                                                                                  |
| Milán                  | Aeropuerto de Milán-Malpensa                           | Kuwait Airways                                                                                   |
| Roma                   | Aeropuerto de Roma-Fiumicino                           | Kuwait Airways                                                                                   |
| Países Bajos           |                                                        |                                                                                                  |
| Ámsterdam              | Aeropuerto de Ámsterdam-Schiphol                       | Kuwait Airways                                                                                   |
| Reino Unido            |                                                        |                                                                                                  |
| Londres                | Aeropuerto de Londres-Heathrow                         | Kuwait Airways                                                                                   |
| Mánchester             | Aeropuerto Internacional de Mánchester                 | Kuwait Airways                                                                                   |
| Rusia                  |                                                        |                                                                                                  |
| Moscú                  | Aeropuerto Internacional de Moscú-Domodédovo           | Jazeera Airways                                                                                  |
| Suiza                  |                                                        |                                                                                                  |
| Ginebra                | Aeropuerto Internacional de Ginebra                    | Kuwait Airways                                                                                   |

## Aerolíneas de carga
| Aerolínea                           | Destinos |
| ----------------------------------- | -------- |
| Air France Cargo                    |          |
| British Gulf International Airlines |          |
| Cargolux                            |          |
| DHL                                 |          |
| Falcon Express                      |          |
| Jett8 Airlines Cargo                |          |
| Lufthansa Cargo                     |          |
| Martinair Cargo                     |          |
| Singapore Airlines Cargo            |          |

## Estadísticas
Ver fuente y consulta Wikidata.